# Mia Boissevain
Maria (Mia) Boissevain (1878-1959) est une féministe et malacologiste néerlandaise.

## Jeunesse et éducation
Mia Boissevain est la plus jeune de neuf enfants. Son père, Jan Boissevain, est un armateur issu d'une riche famille de marchands huguenots et sa mère, Nella Brugmans, est la fille d'un avocat. Elle fréquente d'abord un lycée pour jeunes filles puis, après avoir assisté à une conférence de botanique donnée par Hugo de Vries, elle se tourne vers les sciences naturelles qu'elle étudie à l'Université d'Amsterdam dès 1896. Elle se spécialise en zoologie.

## Carrière
Après son diplôme, elle s'installe à Zurich pour poursuivre ses recherches sur l'espèce de mollusques marins Dentalium et, à 25 ans, elle obtient son doctorat.
Par la suite, elle retourne aux Pays-Bas où elle devient conservatrice du zoo amstelodamois Artis, et une association de zoologie. Elle reste active en tant que chercheuse jusqu'en 1915, mais conserve son intérêt pour la zoologie par la suite. Quatre taxons de mollusques portent son nom : les espèces Cadulus boissevaini, Antalis boissevainae, Fustiaria mariae et le genre Boissevainia.

## Activisme
Pendant son séjour à Zürich, Boissevain rencontre des étudiants qui s'intéressaient aux droits des femmes. À son retour aux Pays-Bas, elle rencontre Aletta Jacobs pour parler du mouvement néerlandais des droits des femmes. En 1908, Jacobs demande à Boissevain de l'aider à préparer le troisième Congrès international des femmes à Amsterdam. Avec Rosa Manus, qui a fait ses études avec elle, elle fonde un mouvement de propagande au sein du Vereeniging voor Vrouwenkiesrecht dont elle est la présidente jusqu'en 1912. En 1913, elles organisent une exposition qui met en lumière la situation des femmes entre 1813 et 1913, De Vrouw 1813-1913 (La Femme 1813-1913), inspirée des expositions organisées pour célébrer le centenaire de l'indépendance néerlandaise. Elle rédige le catalogue de l'exposition qui connaît un grand succès.
Pendant la Première Guerre mondiale, Boissevain vient en aide aux familles des soldats mobilisés et des réfugiés flamands. En 1915, elle est l'une des organisatrices du Congrès international des femmes à La Haye. La même année, elle écrit son autobiographie Een Amsterdamsche familie, qui sera publiée en 1967.
Après 1915, Boissevain s'installe en Grande-Bretagne et adopte deux fillettes britanniques. Elle vit en Suisse avec ses deux filles entre 1925 et 1928, puis déménage aux Pays-Bas. Elle vit à Londres de 1930 jusqu'à sa mort en 1959. Elle est enterrée à Amsterdam.